# Gare de Zamora (Mexique)
Ne doit pas être confondu avec Gare de Zamora.
La Gare de Zamora  (espagnol : Estación Zamora) est une gare ferroviaire mexicaine à Zamora de Hidalgo.

## Histoire et patrimoine ferroviaire

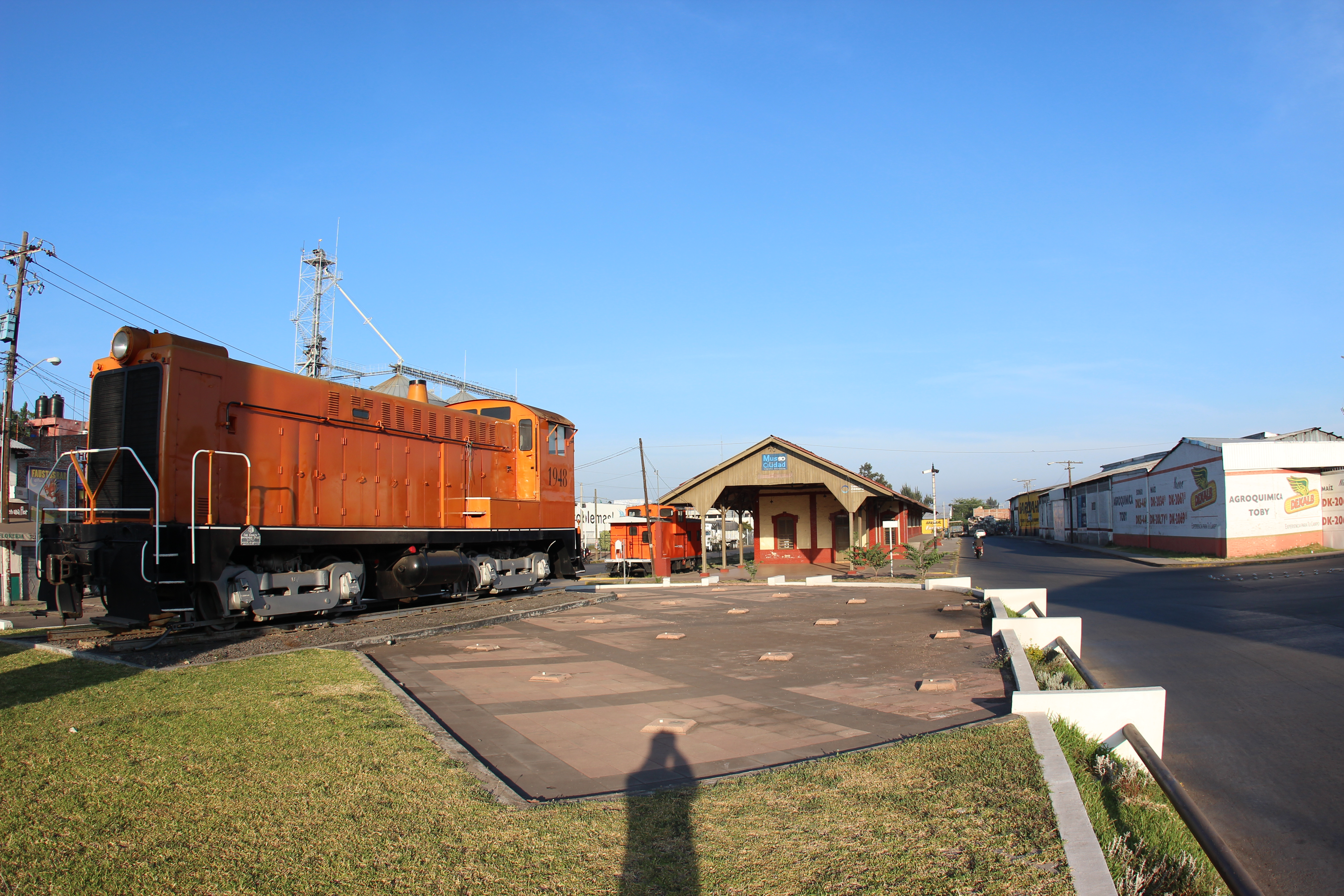
Locomotive conservée en face de la gare, wagon de queue sur les rails de la gare.

La gare est construite sur le tracé de l'ancienne ligne de la Ferrocarril Central Mexicano, par le numéro de subvention 17 datée du 8 septembre 1880. Cette subvention permet la construction de Mexico à Ciudad Juárez, Silao à Marfil, Irapuato à Ameca, Chicalote à Tampico y la Barra, Buenavista à Santiago, Guadalajara à Tuxpam, La Vega à San Marcos, San Luis Potosí à la Fundición et la ligne de Yurécuaro à los Reyes. La ligne Yurécuaro-Zamora ouvre le 1er juillet 1899. La gare est d'une construction très simple, sans complications architecturales, qui répond avec simplicité au rôle à jouer. "Il est un bâtiment avec les caractéristiques typiques de la gare de ligne (petite gare), [...] lorsqu'il est aligné le long de la plate-forme nécessite deux façades principales." En 2013, l'ancienne gare abrite le Musée de la Ville de Zamora,.